# Brunn an der Wild
Brunn an der Wild is een gemeente in de Oostenrijkse deelstaat Neder-Oostenrijk, gelegen in het district Horn (HO). De gemeente heeft ongeveer 900 inwoners.

## Geografie
Brunn an der Wild heeft een oppervlakte van 32,03 km². Het ligt in het noordoosten van het land, ten noordwesten van de hoofdstad Wenen en iets ten zuiden van de grens met Tsjechië.
Altenburg · Brunn an der Wild · Burgschleinitz-Kühnring · Drosendorf-Zissersdorf · Eggenburg · Gars am Kamp · Geras · Horn · Irnfritz-Messern · Japons · Langau · Meiseldorf · Pernegg · Röhrenbach · Röschitz · Rosenburg-Mold · Sigmundsherberg · Sankt Bernhard-Frauenhofen · Straning-Grafenberg · Weitersfeld
- Gemeinsame Normdatei: 4491968-2
- Nationale Bibliotheek van Israël: 987012737062105171
- Virtual International Authority File: 245399353
- WorldCat: E39PBJtX7VGqkx8C3yHFX6Xw4q